# Giải vô địch bóng đá trong nhà các câu lạc bộ châu Á
Giải vô địch bóng đá trong nhà các câu lạc bộ châu Á (tiếng Anh: AFC Futsal Club Championship) là giải bóng đá futsal Châu Á được tổ chức hàng năm bởi Liên đoàn bóng đá châu Á.
Trước mùa giải, Ban tổ chức Giải vô địch bóng đá trong nhà các câu lạc bộ châu Á quyết định tổ chức một sự kiện để mời gọi các Liên đoàn bóng đá cử đại diện tham dự giải đấu này.

## Lịch sử
Một giải đấu thử nghiệm được tổ chức vào năm 2006 với tên gọi Cúp bóng đá trong nhà châu Á 2006, được tổ chức chỉ có 6 đội tham dự. Câu lạc bộ Iran đó là Shensa Saveh đánh bại Uzbekistan Ardus FC với tỷ số 5-1 trong trận chung kết.
Mùa giải chính thức được Liên đoàn bóng đá châu Á công nhận chính thức vào năm 2010 và tham dự có 10 đội tạo thành hai bảng với mỗi bảng có 5 đội. Hai đội đứng đầu mỗi bảng vào bán kết. Kể từ năm 2011, giải đấu cuối cùng được chơi với 8 đội.

## Các mùa giải
| Năm              | Chủ nhà | | Chung kết                                                                                                  | Chung kết                                                                                                  | Chung kết                                                                                                  | | Hạng ba | Hạng ba | Hạng ba | | Số đội |
| Năm              | Chủ nhà | Vô địch | Tỷ số | Á quân | Hạng ba | Tỷ số | Hạng tư | | | | Số đội |
| ---------------- | --- | --- | --- | --- | --- | --- | --- | --- | --- | --- | --- |
| 2010 Chi tiết    | Isfahan | Foolad Mahan                                                                                               | 5–2 | Al-Sadd | Nagoya Oceans                                                                                              | 6–6 aet (6–5) pen                                                                                          | Thai Port                                                                                                  | 10 | | | |
| 2011 Chi tiết    | Doha | Nagoya Oceans                                                                                              | 3–2 aet | Shahid Mansouri                                                                                            | Al-Sadaka                                                                                                  | 4–4 aet (4–3) pen                                                                                          | Al-Rayyan                                                                                                  | 8 | | | |
| 2012 Chi tiết    | Thành phố Kuwait                                                                                           | Giti Pasand Isfahan                                                                                        | 2–1 | Ardus Tashkent                                                                                             | Nagoya Oceans                                                                                              | 4–1 | Al-Rayyan                                                                                                  | 8 | | | |
| 2013 Chi tiết    | Nagoya | Chonburi Blue Wave                                                                                         | 1–1 aet (4–1) pen                                                                                          | Giti Pasand Isfahan                                                                                        | Nagoya Oceans                                                                                              | 6–4 | Shenzhen Nanling                                                                                           | 8 | | | |
| 2014 Chi tiết    | Thành Đô                                                                                                   | Nagoya Oceans                                                                                              | 5–4 aet | Chonburi Blue Wave                                                                                         | Dabiri Tabriz                                                                                              | 5–5 aet (7–6) pen                                                                                          | Shenzhen Nanling                                                                                           | 8 | | | |
| 2015 Chi tiết    | Isfahan | Tasisat Daryaei                                                                                            | 5–4 | Al-Qadsia                                                                                                  | Thái Sơn Nam                                                                                               | 7–3 | Naft Al-Wasat                                                                                              | 12 | | | |
| 2016 Chi tiết    | Bangkok | Nagoya Oceans                                                                                              | 4–4 aet (6–5) pen                                                                                          | Naft Al-Wasat                                                                                              | Chonburi Bluewave                                                                                          | 6–1 | Dibba Al-Hisn                                                                                              | 12 | | | |
| 2017 Chi tiết    | Hồ Chí Minh                                                                                                | Chonburi Bluewave                                                                                          | 3–2 | Giti Pasand Isfahan                                                                                        | Thái Sơn Nam                                                                                               | 6–1 | Al Rayyan                                                                                                  | 14 | | | |
| 2018 Chi tiết    | Yogyakarta                                                                                                 | Mes Sungun                                                                                                 | 4–2 | Thái Sơn Nam                                                                                               | Bank of Beirut                                                                                             | 5-3 | Naft Al-Wasat                                                                                              | 16 | | | |
| 2019 Chi tiết    | Bangkok | Nagoya Oceans                                                                                              | 2–0 | Mes Sungun                                                                                                 | Thái Sơn Nam                                                                                               | 6–4 | AGMK | 16 | | | |
| 2020             | Ban đầu diễn ra tại UAE, bị hủy bỏ cùng với FIFA Futsal Club World Cup tại Bắc Ai-len vì đại dịch COVID-19 | Ban đầu diễn ra tại UAE, bị hủy bỏ cùng với FIFA Futsal Club World Cup tại Bắc Ai-len vì đại dịch COVID-19 | Ban đầu diễn ra tại UAE, bị hủy bỏ cùng với FIFA Futsal Club World Cup tại Bắc Ai-len vì đại dịch COVID-19 | Ban đầu diễn ra tại UAE, bị hủy bỏ cùng với FIFA Futsal Club World Cup tại Bắc Ai-len vì đại dịch COVID-19 | Ban đầu diễn ra tại UAE, bị hủy bỏ cùng với FIFA Futsal Club World Cup tại Bắc Ai-len vì đại dịch COVID-19 | Ban đầu diễn ra tại UAE, bị hủy bỏ cùng với FIFA Futsal Club World Cup tại Bắc Ai-len vì đại dịch COVID-19 | Ban đầu diễn ra tại UAE, bị hủy bỏ cùng với FIFA Futsal Club World Cup tại Bắc Ai-len vì đại dịch COVID-19 | Ban đầu diễn ra tại UAE, bị hủy bỏ cùng với FIFA Futsal Club World Cup tại Bắc Ai-len vì đại dịch COVID-19 | Ban đầu diễn ra tại UAE, bị hủy bỏ cùng với FIFA Futsal Club World Cup tại Bắc Ai-len vì đại dịch COVID-19 | Ban đầu diễn ra tại UAE, bị hủy bỏ cùng với FIFA Futsal Club World Cup tại Bắc Ai-len vì đại dịch COVID-19 | Ban đầu diễn ra tại UAE, bị hủy bỏ cùng với FIFA Futsal Club World Cup tại Bắc Ai-len vì đại dịch COVID-19 |
| 2021             | Ban đầu diễn ra tại UAE, bị hủy bỏ cùng với FIFA Futsal Club World Cup tại Bắc Ai-len vì đại dịch COVID-19 | Ban đầu diễn ra tại UAE, bị hủy bỏ cùng với FIFA Futsal Club World Cup tại Bắc Ai-len vì đại dịch COVID-19 | Ban đầu diễn ra tại UAE, bị hủy bỏ cùng với FIFA Futsal Club World Cup tại Bắc Ai-len vì đại dịch COVID-19 | Ban đầu diễn ra tại UAE, bị hủy bỏ cùng với FIFA Futsal Club World Cup tại Bắc Ai-len vì đại dịch COVID-19 | Ban đầu diễn ra tại UAE, bị hủy bỏ cùng với FIFA Futsal Club World Cup tại Bắc Ai-len vì đại dịch COVID-19 | Ban đầu diễn ra tại UAE, bị hủy bỏ cùng với FIFA Futsal Club World Cup tại Bắc Ai-len vì đại dịch COVID-19 | Ban đầu diễn ra tại UAE, bị hủy bỏ cùng với FIFA Futsal Club World Cup tại Bắc Ai-len vì đại dịch COVID-19 | Ban đầu diễn ra tại UAE, bị hủy bỏ cùng với FIFA Futsal Club World Cup tại Bắc Ai-len vì đại dịch COVID-19 | Ban đầu diễn ra tại UAE, bị hủy bỏ cùng với FIFA Futsal Club World Cup tại Bắc Ai-len vì đại dịch COVID-19 | Ban đầu diễn ra tại UAE, bị hủy bỏ cùng với FIFA Futsal Club World Cup tại Bắc Ai-len vì đại dịch COVID-19 | Ban đầu diễn ra tại UAE, bị hủy bỏ cùng với FIFA Futsal Club World Cup tại Bắc Ai-len vì đại dịch COVID-19 |
| 2022             | Ban đầu diễn ra tại UAE, bị hủy bỏ cùng với FIFA Futsal Club World Cup tại Bắc Ai-len vì đại dịch COVID-19 | Ban đầu diễn ra tại UAE, bị hủy bỏ cùng với FIFA Futsal Club World Cup tại Bắc Ai-len vì đại dịch COVID-19 | Ban đầu diễn ra tại UAE, bị hủy bỏ cùng với FIFA Futsal Club World Cup tại Bắc Ai-len vì đại dịch COVID-19 | Ban đầu diễn ra tại UAE, bị hủy bỏ cùng với FIFA Futsal Club World Cup tại Bắc Ai-len vì đại dịch COVID-19 | Ban đầu diễn ra tại UAE, bị hủy bỏ cùng với FIFA Futsal Club World Cup tại Bắc Ai-len vì đại dịch COVID-19 | Ban đầu diễn ra tại UAE, bị hủy bỏ cùng với FIFA Futsal Club World Cup tại Bắc Ai-len vì đại dịch COVID-19 | Ban đầu diễn ra tại UAE, bị hủy bỏ cùng với FIFA Futsal Club World Cup tại Bắc Ai-len vì đại dịch COVID-19 | Ban đầu diễn ra tại UAE, bị hủy bỏ cùng với FIFA Futsal Club World Cup tại Bắc Ai-len vì đại dịch COVID-19 | Ban đầu diễn ra tại UAE, bị hủy bỏ cùng với FIFA Futsal Club World Cup tại Bắc Ai-len vì đại dịch COVID-19 | Ban đầu diễn ra tại UAE, bị hủy bỏ cùng với FIFA Futsal Club World Cup tại Bắc Ai-len vì đại dịch COVID-19 | Ban đầu diễn ra tại UAE, bị hủy bỏ cùng với FIFA Futsal Club World Cup tại Bắc Ai-len vì đại dịch COVID-19 |
| 2023–24 Chi tiết | Không có chủ nhà                                                                                           | | | | | | (không có trận tranh hạng ba)                                                                              | (không có trận tranh hạng ba)                                                                              | (không có trận tranh hạng ba)                                                                              | | 40 |

## Tham dự của các Quốc gia
| Năm  | Đội mới (s)                                                                          |
| ---- | ------------------------------------------------------------------------------------ |
| 2010 | Úc, Trung Quốc, Iran, Iraq, Nhật Bản, Kyrgyzstan, Liban, Qatar, Thái Lan, Uzbekistan |
| 2011 | Indonesia                                                                            |
| 2012 | Kuwait, Myanmar, UAE, Việt Nam                                                       |
| 2013 | Đài Bắc Trung Hoa, Philippines                                                       |
| 2014 | Không                                                                                |
| 2015 | Không                                                                                |
| 2016 | Không                                                                                |
| 2017 | Tajikistan                                                                           |

## Những kỷ lục và số liệu thống kê

### Với Quốc gia
| Quốc gia   | Vô địch | Á quân | Hạng ba | Hạng tư | Tổng cộng |
| ---------- | ------- | ------ | ------- | ------- | --------- |
| Iran       | 3       | 2      | 1       | 0       | 6         |
| Nhật Bản   | 3       | 0      | 3       | 0       | 6         |
| Thái Lan   | 1       | 1      | 1       | 1       | 4         |
| Qatar      | 0       | 1      | 0       | 2       | 3         |
| Iraq       | 0       | 1      | 0       | 1       | 2         |
| Kuwait     | 0       | 1      | 0       | 0       | 1         |
| Uzbekistan | 0       | 1      | 0       | 0       | 1         |
| Việt Nam   | 0       | 1      | 3       | 0       | 4         |
| Liban      | 0       | 0      | 1       | 0       | 1         |
| Trung Quốc | 0       | 0      | 0       | 2       | 2         |
| UAE        | 0       | 0      | 0       | 1       | 1         |

### Với câu lạc bộ
| Câu lạc bộ          | Vô địch | Á quân | Năm thắng              | Năm á quân |
| ------------------- | ------- | ------ | ---------------------- | ---------- |
| Nagoya Oceans       | 4       | 0      | 2011, 2014, 2016, 2019 |            |
| Chonburi Bluewave   | 2       | 1      | 2013, 2017             | 2014       |
| Giti Pasand Isfahan | 1       | 2      | 2012                   | 2013, 2017 |
| Mes Sungun          | 1       | 1      | 2018                   | 2019       |
| Foolad Mahan        | 1       | 0      | 2010                   |            |
| Tasisat Daryaei     | 1       | 0      | 2015                   |            |
| Al-Sadd             | 0       | 1      |                        | 2010       |
| Shahid Mansouri     | 0       | 1      |                        | 2011       |
| Ardus Tashkent      | 0       | 1      |                        | 2012       |
| Al-Qadsia           | 0       | 1      |                        | 2015       |
| Naft Al-Wasat       | 0       | 1      |                        | 2016       |
| Thái Sơn Nam        | 0       | 1      |                        | 2018       |

## Các giải thưởng

### Những Cầu Thủ Xuất Sắc
| Năm  | Cầu Thủ Xuất Sắc     | Câu lạc bộ          |
| ---- | -------------------- | ------------------- |
| 2010 | Vahid Shamsaei       | Foolad Mahan        |
| 2011 | Mohammad Keshavarz   | Shahid Mansouri     |
| 2012 | Mohammad Keshavarz   | Giti Pasand Isfahan |
| 2013 | Suphawut Thueanklang | Chonburi Blue Wave  |
| 2014 | Kaoru Morioka        | Nagoya Oceans       |

### Những cầu thủ ghi bàn hàng đầu
| Năm  | Tên cầu thủ            | Câu lạc bộ          | Số bàn thắng |
| ---- | ---------------------- | ------------------- | ------------ |
| 2010 | Vahid Shamsaei         | Foolad Mahan        | 17           |
| 2011 | Ali Asghar Hassanzadeh | Al Rayyan           | 10           |
| 2012 | Ahmad Esmaeilpour      | Giti Pasand Isfahan | 9            |
| 2013 | Kaoru Morioka          | Nagoya Oceans       | 8            |
| 2014 | Kaoru Morioka          | Nagoya Oceans       | 5            |
| 2015 | Vahid Shamsaei         | Tasisat Daryaei     | 10           |
| 2016 | Jirawat Sornwichian    | Chonburi Bluewave   | 7            |
| 2017 | Jirawat Sornwichian    | Chonburi Bluewave   | 9            |
| 2018 | Mahdi Javid            | Bank of Beirut      | 12           |
| 2019 | Kazuya Shimizu         | Thái Sơn Nam        | 10           |